# Red Union
Red Union es una banda de punk rock proveniente de Serbia, surgida oficialmente a principios del año 2000 en la escena "Street Punk" de Novi Sad. Casi desconocida fuera de Europa, es especialmente conocida en Europa Oriental, donde han tocado en países como Macedonia del Norte, Croacia, República Checa, etc. Además, han compartido escenario con bandas del nivel de Die Toten Hosen, Die Ärzte y la banda argentina Argies.

## Biografía
Al haber crecido en un clima de guerra, con problemática social y política, y los integrantes de la banda pertenecer a la clase trabajadora, esto se ve reflejado en las letras, que están orientadas hacia el plano de la justicia y en contra de todo tipo de discriminación. A pesar de ser serbios, las letras son en inglés y a veces con momentos en francés ("The Partisan").
Después de varios EP lanzados, en el año 2003 logran editar Rebel Anthems, que cuenta con canciones destacadas como: "Gott Mit Uns", "Drink Up!" o "Society"; y principalmente "The Partisan", "Student Radio" y "Save The Last Dance For Me", que son grandes iconos de la banda.
En el 2006 editan Black Box Recorder, en el que la banda mantiene la misma línea de composición, destacándose temas como "No Lesson Learned" o "W.M.D.".
Debido a sus orígenes y a lo que sus integrantes vivieron, esta banda cuenta con mucho respeto en la escena punk de los Balcanes, puede ser comparado a lo que es Bad Religion en la escena punk de California.
Según la banda, ellos están en gran parte influenciados por bandas como The Clash y The Damned, pero muestran un sonido más moderno, tendiendo al punk californiano como Anti-Flag

## Integrantes
- Daško Milinović - voz
- Nenad Gucunja ("Nesho") - guitarra y voces
- Ljubomir Babić ("Ljuba") - bajo
- Nebojša Ćato ("Chiatto") - batería

## Discografía
- Loaded Gun EP (2002, Socijala Records)
- Rebel Anthems (2003, Bandworm Records)
- Final Score EP (2005, Socijala Records)
- Black Box Recorder (2006, Bandworm Records)
- Rats and Snakes (2011 ANR Music)